# 서울승합
주식회사 서울승합(株式會社 ―乘合)은 서울특별시의 시내버스 운수 업체이다. 계열사로는 건물임대업을 하는 욱담이 있다.

## 회사 소개

### 1940년대
- 1949년 8월 16일 화요일 : 서울 시내 택시회사들이 보유하였던 9인승 택시를 중형버스로 개조, 공동출자형식으로 서울승합자동차를 설립 (보유 대수는 157대).

### 1950 ~ 1970년대
- 1950년 1월: 서울승합자동차로 사명을 변경. 보유댓수는 190대.
- 1968년: 김포 영업소 철수.
- 1969년: 용산구 한남동 영업소를 서울여객(현 도선여객, 서울특별시 강남구 개포동)으로 분리.
- 1970년 10월 1일 목요일: 동대문구 청량리동 경양지점(홍릉영업소)을 경성여객(서울특별시 중랑구 면목동)으로, 성동구 성수동 뚝섬영업소를 한서교통(서울특별시 송파구 장지동)으로 각각 분리.
- 1971년 5월 26일 수요일: 영등포 지점(서울특별시 영등포구 오류동 오류영업소, 양남동 양남영업소 포함)을 보성운수(구로구 구로동)로 분리.
- 1973년 1월 1일 월요일 : 당시 70번(천호동 ↔ 서울역)을 운행하던 한일교통을 흡수 합병하였다.
- 1974년 2월 1일 금요일 : 서부영업소를 서부운수(서울특별시 서대문구 북가좌동)로 분리.
- 1974년 6월 1일 토요일 : 경기도 남양주시 금곡동 영업소를 금성교통(현 대원교통, 서울특별시 중랑구 신내동)으로 분리. 강동구 천호동 천호영업소는 서울승합으로 존속.
- 1974년: 서울승합에서 동진상운(현 대흥교통) 합병 흡수.
- 1975년: 성동구 마장동 마장영업소 대흥교통(서울특별시 서초구 염곡동)으로 분리.

### 1980년대
- 1981년 ~ 1982년: 삼선버스를 계열사로 편입.
- 1985년 2월: 현대교통(서울특별시 서대문구 홍은동)으로부터 도시형버스 541-1번(남가좌동 ↔ 고덕동 간, 이후 폐선)을 인수받았다.
- 1987년: 대성운수에서 도시형버스 240번(금광동 ↔ 고속터미널 간)을 인수받았다.

### 1990년대 ~ 2004년 서울시내버스 개편 이전
- 1994년: 당시 계열사로 강동구의 마을버스 회사인 매일마을버스를 설립.
- 1995년 4월: 서울특별시 냉방형 도시형 버스 (운행 노선: 21-2번, 500번, 현재 3412번)를 처음 도입.
- 1995년 11월: 서울특별시 버스카드 단말기 장착 버스를 운행 개시.
- 1995년 ~ 1996년: 서울 지하철 5호선 개통의 영향으로 보유댓수를 감축.
- 1996년 10월 : 서울 시내 버스 수익 관련 이슈로 언론에 보도
- 2000년 7월: 서울특별시의 계열사 합병 권고로 삼선버스와 매일마을버스 2개사를 흡수 합병과 동시에 매일마을버스서 운행하던 무번호의 마을버스 2개의 노선에 노선번호를 1번과 1-1번으로 각각 부여하였다.
- 2000년 12월: 강동구 마을버스 1번, 1-1번이 지역순환버스 480번 (도시형버스 880번, 현 지선버스 3212번), 480-1번 등으로 각각 승격하였다.
- 2001년: 지역순환버스 480-1번이 폐선되었다.
- 2003년: 지역순환버스 480번이 도시형버스 880번 (현 지선버스 3212번)으로 승격하였는데, 다만, 880번은 지역순환버스 운임을 받았다.

### 2004년 서울시내버스 개편 이후
- 2004년 7월 1일 목요일: 서울 주간선업체 컨소시엄에 참여하여 설립한 메트로버스에 지분을 출자. 하남 상산곡영업소와 광역버스 9301번 (구 1007번)을 대원여객에 매각하고 대원여객의 차량 및 면허 다수를 대신 받게 되었다.
- 2005년 12월 31일 토요일: 기업분할. 시내버스 사업은 신설법인 (주)서울승합에 양도하고 잔존법인은 (주)욱담으로 사명을 변경하여 건물 임대업을 하고 있음.[1]
- 2010년 1월 8일 금요일: 간선버스 361번 종점을 영등포역에서 고속터미널로 단축하여 노선번호도 342번으로 변경하였다.
- 2010년 8월 21일 토요일: 지선버스 3318번을 개통하여 송파상운과 공동배차로 운행하기 시작하였다.
- 2012년 4월 27일 금요일: 지선버스 3320번 개통
- 2013년 3월 19일 화요일: 지선버스 3321번을 개통하여 송파상운과 공동배차 운행하기 시작하였고, 간선버스 342번 종점을 반포동 고속터미널에서 동작역으로 연장하여 노선번호도 351번으로 변경하였다.
- 2013년 9월 13일 금요일: 심야버스 N30번 개통
- 2013년 9월 26일 목요일: 지선버스 3320번과 3321번이 지선버스 3321번으로 통합과 동시에 종점이 천호동 사거리에서 성내동 강동구청역으로 연장되었고, 간선버스 351번이 강일동 리버파크 9,10단지구간을 단축하였다.
- 2017년 2월 4일 토요일: 간선버스 351번 노선 압구정로데오역 단축 및 노선 번호 342번으로 다시 4년 만에 변경.

## 특징
오랫동안 서울특별시 시내버스를 독점하다시피하였던 버스 회사였다. 이 회사에서 보성운수, 서부운수, 경성여객, 대원교통, 한서교통, 도선여객 등 수많은 회사들이 분리되어 나갔다. 그 이후로도 강동구에서만큼은 계속 우위를 유지하였으며, 강동구의 시내버스로는 계속 거의 독점하다시피하였다. 지금도 강동구에 연고를 둔 유일한 서울시 면허 시내버스 업체다. 과거 삼선버스를 계열로 두었으며, 2000년에 계열사 합병 권고에 의거 완전히 서울승합에 합병, 정리되었다. 현재 존속하는 노선은 연고지인 강동구, 송파구, 강남구, 서초구 등지를 연계하는 것만 있다. 차고지도 강동구 내에 여러 곳 있었으며, 하남시에서 출발하는 노선도 있었으나 모두 정리하고 현재 강동공영차고지에만 이용하고 있다.

## 운행 노선
2025년 1월 7일 기준이다.
| 운행노선 | 운행구간         | 운행구간 | 운행구간           | 배차간격 (분) | 인가 대수 | 비고                                                                   |
| -------- | ---------------- | -------- | ------------------ | ------------- | --------- | ---------------------------------------------------------------------- |
| 340번    | 강동공영차고지   | ↔        | 강남역             | 7~10          | 34        | 구 43번 변경                                                           |
| 342번    | 강동공영차고지   | ↔        | 압구정로데오역     | 7~14          | 26        | 구 21, 351번 단축                                                      |
| 3212번   | 강동공영차고지   | ↔        | 강변역             | 12~20         | 10        | 구 880번, 구 480번, 구 강동 매일마을 1번                               |
| 3318번   | 강동공영차고지   | ↔        | 마천동             | 11~20         | 12        | 송파상운과 공동배차로 운행한다.                                        |
| 3321번   | 강동공영차고지   | ↔        | 강동구청           | 15            | 8         | 송파상운과 공동배차로 운행한다.                                        |
| 3411번   | 강동공영차고지   | ↔        | 대치동             | 7~16          | 17        | 구 569번 연장                                                          |
| 3412번   | 강동공영차고지   | ↔        | 강남역             | 10~18         | 21        | 구 500, 4417번 통합(기존 종점 서울특별시 서초구 우면동 폐쇄 2021.4.17) |
| 3413번   | 강동공영차고지   | ↔        | 수서경찰서         | 5~12          | 25        | 구 813, 813-2번                                                        |
| 8332번   | 강동리버스트상가 | ↔        | 천일초교사거리     | 17~20         | 2         | 2024년 3월 11일 신설, 출근 시간대에만 운행, 대원여객과 공동배차        |
| N30번    | 강동공영차고지   | ↔        | 서울역버스환승센터 | 45~50분, 6회  | 4         |                                                                        |

## 과거 보유 노선
| 운행노선 | 운행구간                 | 운행구간 | 운행구간           | 비고                                                                                                 |
| -------- | ------------------------ | -------- | ------------------ | --- |
| 342번    | 강동공영차고지           | ↔        | 서울고속버스터미널 | 2013년 3월 19일 351번으로 노선 연장·번호 변경                                                        |
| 351번    | 강동공영차고지           | ↔        | 국립현충원         | 2017년 2월 4일 342번으로 노선 단축·번호 변경                                                         |
| 361번    | 강동공영차고지           | ↔        | 영등포역           | 구 21번 연장. 2010년 1월 8일 342번으로 노선 단축·번호 변경/현재 남성버스에서 운행하는 361번과는 무관 |
| 2312번   | 강동공영차고지           | ↔        | 중랑공영차고지     | 2018년 6월 25일 공동배차에서 철수                                                                    |
| 3211번   | 강동공영차고지           | ↔        | 광장동             | 2005년 3월 4일 3317번으로 노선 단축·번호 변경                                                        |
| 3311번   | 강동공영차고지           | ↔        | 둔촌동역           | 구 481번. 2005년 6월 1일 폐선                                                                        |
| 3317번   | 강동공영차고지           | ↔        | 천호역             | 2005년 6월 1일 폐선. 송파상운 3317번과는 무관                                                        |
| 3320번   | 삼성엔지니어링글로벌센터 | ↔        | 상일동역           | 2013년 9월 26일 3321번으로 노선 통합                                                                 |
| 4417번   | 우면동                   | ↔        | 압구정역           | 구 414번. 2006년 4월 13일 3412번으로 노선 통합 (2021년 8월 9일 우면동 종점 폐쇄)341번으로 대체 운영  |
| 8361번   | 강동공영차고지           | ↔        | 영등포시장역       | 메트로버스, 북부운수와 공동배차로 운행하였다. 2009년 12월 21일 노선 폐선                             |

### 개편전 노선
- 18번 (도시형버스): 고덕동 - 신한은행 - 고덕주공 2단지 - 공무원아파트 - 배재고등학교 - 직업훈련원 - 명일동 - 십자성마을 - 길동사거리 - 천호사거리 - 풍납사거리 - 잠실시영아파트 - 구의사거리 - 어린이대공원후문 - 군자교입구 - 장한평 - 답십리 - 제기동역 - 신설동역 - 청계8가 → 청계6가 → 청계4가 → 종로4가 → 동대문역 → 신설동역 (구 한성여객 → 대흥교통 노선. 1985년에 폐지되었다.)
- 18-1번 (도시형버스): 고덕동 - 신한은행 - 고덕주공 2단지 - 공무원아파트 - 배재고등학교 - 직업훈련원 - 명일동 - 십자성마을 - 길동사거리 - 천호사거리 - 풍납극동아파트 - 잠실시영아파트 → 교통회관 → 잠실역 (롯데월드) → 장미아파트 → 잠실시영아파트 (1996년에 폐지되었다.)
- 21번 (도시형버스): 둔촌동 - 강동역 - 천호역 (영파여고) - 강동구청역 - 풍납극동아파트 - 잠실시영아파트 - 잠실역 (롯데월드) - 종합운동장역 - 삼성역 (코엑스, 무역센터, 한국도심공항) - 봉은사 - 강남구청역 - 안세병원 - 압구정역 - 신사동주민센터 - 뉴코아 - 고속터미널역 (서울고속버스터미널) - 신반포 - 구반포 - 동작역 (국립현충원) - 흑석동 - 노량진본동 - 노량진역 - 노량진수산시장 - 대방역 - 신길역 - 영등포역 - 영등포시장 (舊 삼선버스 노선. 개편 후 기존 둔촌동 기점에서 보훈병원 - 한영고등학교 - 상일동역을 거쳐 강동공영차고지 기점으로 연장과 동시에 간선버스 361번으로 변경되었으나 2010년 1월 8일 신반포역 ~ 영등포역 구간이 단축되어 간선버스 342번으로 변경되었으며 이후 2013년 3월 19일 동작역 (국립현충원)으로 일부구간 재연장되어 간선버스 351번으로 변경되었다.)
- 21-2번 (도시형버스): 고덕동 - 고덕주공 2단지 - 광문고등학교 - 묘곡초등학교 - 고덕역 - 한영외국어고등학교 - 프라자아파트 - 길동사거리 - 둔촌동역 - 올림픽공원역 - 몽촌토성역 - 잠실시영아파트 - 장미아파트 - 잠실역 (롯데월드) - 신천역 - 종합운동장역 (舊 삼선버스와 공동배차 운행하였다. 2002년 6월 노선번호가 500번으로 변경되었다.(1996년 5월에 폐지된 500번과는 무관.) 개편 후 지선버스 3412번으로 변경과 동시에 기존 종합운동장역 회차에서 삼성역 - 휘문고등학교 → 대치역 (은마아파트) → 도곡역 → 한티역 (롯데백화점) → 휘문고등학교 회차로 변경되었다가 2006년 4월 13일 지선버스 4417번 (구. (지역순환버스) 414번 (우면동 - 신사역)) 노선과 통폐합되었다. 단 개편 때 연장되었던 대치동구간은 폐지되었다.)
- 21-3번 (도시형버스): 하남시 창우동 - 하남시청 - 하남시 덕풍동 - 춘궁동 주민센터 - 하남시 감북동 - 동북고등학교 - 보성중,고등학교 - 올림픽공원역 - 몽촌토성역 → 잠실역 (롯데월드) → 장미아파트 → 잠실진주아파트 → 몽촌토성역 (1995년 11월에 신설되었으나 1997년 3월에 폐지되었다.)
- 21-5번 (구 21-3번, 1995년 11월에 신설되었다가 1997년 3월에 폐지된 21-3번과는 무관.) (도시형버스): 고덕동 - 고덕주공 2단지 - 광문고등학교 - 묘곡초등학교 - 명일동 - 길동삼익아파트 - 진흥아파트 - 길동사거리 - 둔촌동역 - 올림픽공원역 - 몽촌토성역 → 잠실역 (롯데월드) → 장미아파트 → 잠실진주아파트 → 몽촌토성역 (舊 삼선버스와 공동배차 운행하였다. 2000년 2월 폐지되었다.)
- 34번 (좌석버스): 명일동 - 구천면길 - 천호사거리 - 화이자 - 구의시장 - 구의사거리 - 어린이대공원후문 - 군자교입구 - 장한평 - 답십리 - 청계1~9가 - 무교동 (1979년 9월 신설. 1985년 11월에 폐지되었다.)
- 35번 (좌석버스): 명일동 - 천호사거리 - 풍납사거리 - 잠실시영아파트 - 잠실역 - 신천역 - 종합운동장역 - 삼성역 (코엑스, 무역센터, 한국도심공항) - 봉은사 - 강남구청 - 논현동 - 영동시장 - 고속터미널역 (서울고속버스터미널) - 신반포 - 구반포 - 국립현충원 - 흑석동 - 노량진본동 - 노량진역 - 노량진수산시장 - 대방역 - 신길동 - 영등포역 (1979년 9월 신설. 1982년 폐지되었다.)
- 59번 (좌석버스): 명일역 - 강동아파트 - 암사시장 - 암사선사주거지 - 암사아파트 - 천호역 - 광나루역 - 화이자 - 구의시장 - 구의사거리 - 아차산역 (어린이대공원후문) - 군자역 - 장한평역 - 답십리역 - 동대문구청 - 신설동역 - 창신동 - 동대문역 - 종로1~6가 - 광화문 - 서대문역 (舊 원효여객으로부터 1981년경 양수받은 노선으로 1996년 3월 심야좌석버스 959번으로 형간전환되었으며 동시에 기존 광나루역 - 화이자 - 구의시장 - 구의사거리 - 아차산역 (어린이대공원후문)경유를 광나루역 - 천호대로 - 아차산역 (어린이대공원후문)경유로 변경되었다.)
- 80번 (좌석버스): 고덕동 - 고덕주공 2단지 - 고덕도서관 - 배재고등학교 - 직업훈련원 - 강동아파트 - 암사시장 - 암사선사주거지 - 천호사거리 - 화이자 - 구의시장 - 구의사거리 - 어린이대공원 후문 - 군자동 - 군자교 입구 - 장한평 - 동부시장 - 신답역 (태양아파트) - 동대문구청 - 용두동 - 청계8가 - 청계2가 - 광교 - 무교동 (1982년 7월 유성운수로부터 양수받은 노선으로 1985년 11월 舊 삼선버스에 양도하였다.)
- 240번 (도시형버스): 명일동 - 구천면길 - 천호역 (영파여고) - 풍납극동아파트 - 잠실시영아파트 - 잠실역 (롯데월드) - 석촌역 - 가락시장역 - 문정역 - 장지역 - 복정역 (동서울대학) - 경원대역 (경원대학교) - 태평역 - (구) 성남시청 (신흥1동주민센터 - 신흥역 - 단대오거리역 - 성남시 금광동 (신구대학교) (1987년 대성운수로부터 양수하였으나 1998년 폐지되었다.)
- 300번 (도시형버스): 명일동 - 강동아파트 - 암사시장 - 암사선사주거지 - 암사아파트 - 천호사거리 - 영파여고 - 풍납극동아파트 - 잠실시영아파트 - 잠실역 (롯데월드) - 신천역 - 종합운동장역 - 삼성역 - 봉은사 - 강남구청 - 논현동 - 영동시장 - 고속터미널역 (서울고속버스터미널) - 신반포 - 구반포 → 국립현충원 → 반포주공 → 구반포 (원래는 영등포까지 운행하였으나 1982년 국립현충원으로 단축하였으며 1985년 11월 舊.삼선버스에 양도하였다. 이후 1988년 하일동으로 연장하여 신장운수와 공동배차운행을 개시하였으나 1989년 9월 16일 신장운수에 차량과 노선 운영권을 매각하였다. 구천면길 경유 노선도 존재하였으나 이후 암사동 노선으로 통합하였다. 그리고 강남구청으로 단축하였으나 수요저조로 2000년 2월 폐지되었다.)
- 414번 (지역순환버스): 우면동 - 교육개발원 - 양재역 - 뱅뱅사거리 - 우성아파트 - 강남역 - 교보타워사거리 - 논현역 - 신사역 (개편 후 지선버스 4417번으로 변경되었으나 2006년 4월 13일 지선버스 3412번 (구 500번 (구 21-2번) (도시형버스, 2기노선) (상일동역 - 종합운동장역)과 통폐합되어 강동공영차고지 - 우면동 노선으로 재편되었다.) 하지만 강동 주민 들의 항의로 종점을 강남역으로 개편하고 기점을 강동 공영 차고지로 지정하였다.
- 416번 (지역순환버스): 고덕동 - 고덕주공 3,4,5,6,7단지 - 강동고등학교 - 한영외국어고등학교 - 명일여자고등학교 - 명일역 - 구천면길 - 천호역 (영파여고) - 강동구청 - 미주아파트 - 성내중학교 입구 - 청구아파트 - 둔촌주공 1단지 후문 - 보훈병원 (舊 삼선버스와 공동배차 운행하였다. 1995년 4월에 신설되었다. 1998년 5월 폐지되었다.)
- 416-1번 (지역순환버스): 고덕동 - 고덕주공 1단지 - 묘곡초등학교 - 고덕현대아파트 - 고덕역 - 한영외국어고등학교 - 명일여자고등학교 - 명일역 - 구천면길 - 천호역 (영파여고) - 올림픽대교 - 강변역 (동서울터미널) (1995년 11월에 신설되었다. 1997년 3월 폐지되었다.)
- 418번 (지역순환버스): 올림픽공원역 - 석촌호수 - 잠실역 (롯데월드) (1995년 11월에 신설되었다. 1997년 3월 폐지되었다.)
- 420번 (지역순환버스): 서울아산병원 → 풍납동 동아 한가람 아파트 → 극동시티아파트 → 천호역 (영파여고) → 풍납동 한강 유수지 → 서울아산병원 - 풍납중학교 - 몽촌토성역 - 잠실시영아파트 - 잠실역 (롯데월드) → 잠실주공3단지 → 영동여자고등학교 → 신천역 (새마을시장) → 잠실역 (롯데월드) (1995년 11월 신설되었다. 우신운수와 공동배차노선으로 개통하였으나 잠시 후 우신운수에 차량과 노선 운영권을 매각하였다. 개편 후 지선버스 3312번으로 변경되었으나 2007년 6월 지선버스 4418번 (구 도시형버스 567-1번 (남태령역 - 신내동)에 통폐합되어 남태령역 - 풍납동 노선으로 재편되었다.)
- 430번 (지역순환버스): 고덕동 - 고덕주공 2단지 - 고덕주공 1단지 - 묘곡초등학교 - 고덕현대아파트 - 고덕역 - 한영외국어고등학교 - 명일여자고등학교 - 명일역 - 구천면길 - 천호역 (영파여고) - 강동구청 (1996년에 신설되었으나 수요저조로 잠시 후 폐지되었다.)
- 480번 (지역순환버스): 상일동역 - 고덕주공 3,4,5,6,7단지 - 강동고등학교 - 한영외국어고등학교 - 명일여자고등학교 - 길동 신동아아파트 - 천동초등학교 - 대순진리회 - 영파여자고등학교 - 풍납극동아파트 - 강변역 (2002년 6월 노선번호가 880번으로 변경되었다. 현 지선버스 3212번)
- 480-1번 (지역순환버스): 상일동역 - 고덕주공 3,4,5,6,7단지 - 강동고등학교 - 한영외국어고등학교 - 명일여자고등학교 - 길동 신동아아파트 - 천동초등학교 - 강동구청 - 영파여자고등학교 - 풍납극동아파트 - 강변역 (2001년 폐지하였다.)
- 481번 (지역순환버스): 고덕동 - 고덕주공 3,6단지 - 사회체육센터 - 고덕주공 4단지 - 강동고등학교 - 고덕역 - 배제고등학교 - 직업훈련원 - 강동아파트 - 암사역 - 암사선사주거지 - 천호역 (영파여고) - 강동구청역 - 강동구청 - 미주아파트 - 성내중학교 입구 - 청구아파트 - 둔촌주공 1단지 후문 → 보훈병원 → 신성아파트 → 한산초등학교 → 둔촌주공 1단지 후문 (개편 후 지선버스 3311번으로 변경되었으나 2005년 6월 1일 폐선되었다.)
- 500번 (도시형버스, 1기노선): 명일동 - 구천면길 - 천호사거리 - 광나루 - 화이자 - 구의사거리 - 화양리 - 한양대역 (한양대학교) - 왕십리역 - 상왕십리역 - 신당역 - 동대문운동장 → 청계6가 → 청계7가 → 신당역 (1983년 고덕주공아파트 입주로 인한 교통대책에 의거 고덕동으로 연장과 동시에 적, 청으로 노선 분리, 그리고 구천면길 경유 노선과 암사동 경유 노선으로 분리)
- 500번 (도시형버스, (적) 1기노선 ): 고덕동 - 고덕주공 3,4,5단지 - 고덕주공 2단지 - 고덕도서관 - 공무원아파트 - 배재고등학교 - 명일역 - 구천면길 - 천호역 - 광나루역 - 화이자 - 구의사거리 - 화양리 - 한양대역 (한양대학교) - 왕십리역 (성동경찰서) - 상왕십리역 - 신당역 - 동대문운동장 → 청계6가 → 청계7가 → 신당역 (암사시장 경유 노선도 존재하였다. 1995년 11월 폐지되었으나 암사시장 경유 노선은 건대입구역으로 단축되었다가 1996년 5월 폐지되었다.)
- 500번 (도시형버스, (청) 1기노선): 고덕동 - 고덕주공 2단지 - 고덕도서관 - 공무원아파트 - 고덕현대아파트 - 고덕시영아파트 - 배재중학교 - 명일역 - 구천면길 - 천호역 - 광나루역 - 화이자 - 구의사거리 - 화양리 - 한양대역 (한양대학교) - 왕십리역 (성동경찰서) - 상왕십리역 - 신당역 - 동대문운동장 → 청계6가 → 청계7가 → 신당역 (암사시장 경유 노선도 존재하였으며 1995년 11월 폐지되었다.)
- 500번 (좌석버스): 고덕동 - 고덕주공 2단지 - 공무원아파트 - 고덕현대아파트 - 고덕시영아파트 - 배재중학교 - 강동아파트 - 암사시장 - 암사선사주거지 - 암사아파트 - 천호역 - 광나루역 - 화이자 - 구의사거리 - 화양리 - 한양대역 (한양대학교) - 왕십리역 (성동경찰서) - 상왕십리역 - 신당역 - 동대문운동장 → 청계6가 → 청계7가 → 신당역 (1991년 3월 신설. 1998년 폐지되었다.)
- 500번 (구 21-2번) (도시형버스, 2기노선): 상일동역 - 고덕주공 2단지 - 광문고등학교 - 묘곡초등학교 - 고덕역 - 한영외국어고등학교 - 프라자아파트 - 길동사거리 - 둔촌동역 - 올림픽공원역 - 몽촌토성역 - 잠실시영아파트 - 장미아파트 - 잠실역 (롯데월드) - 신천역 - 종합운동장역 (개편 후 지선버스 3412번으로 변경과 동시에 기존 종합운동장역 회차에서 삼성역 - 휘문고등학교 → 대치역 (은마아파트) → 도곡역 → 한티역 (롯데백화점) → 휘문고등학교 회차로 변경되었다가 2006년 4월 13일 지선버스 4417번 (구. (지역순환버스) 414번 (우면동 - 신사역)) 노선과 통폐합되었다. 단 개편 때 연장되었던 대치동구간은 폐지되었다.)
- 500-1번 (도시형버스. 1기노선): 명일동 - 구천면길 - 천호사거리 - 광나루 - 워커힐 - 구리시 아천동 - 구리시 교문동 - 구리시 인창동 - 동구릉 (1985년 폐지되었다.)
- 500-1번 (도시형버스. 2기노선): 고덕동 - 고덕주공 2단지 - 고덕도서관 - 공무원아파트 - 직업훈련원 - 강동아파트 - 암사역 - 암사선사주거지 - 암사아파트 - 천호역 (영파여고) - 올림픽대교 - 강변역 (동서울터미널) - 구의역 - 광진구청 (광진경찰서) - 화양리 - 한양대역 (한양대학교) - 왕십리역 (성동경찰서) - 상왕십리역 - 신당역 - 동대문운동장 (원래는 구천면길 경유 노선이었으며 왕십리역에서 회차하였다. 1996년 10월 구천면길 경유에서 암사시장 경유로 변경하였다. 1997년 11월 동대문운동장으로 연장되었다가 2000년 10월 31일 공식 폐지되었다.)
- 500-2번 (도시형버스. 1기노선): 동구릉 - 남양주시 도농동 (1985년 폐지되었다.)
- 500-2번 (도시형버스. 2기노선): 고덕동 - 고덕주공 2단지 - 광문고등학교 - 고덕주공 1단지 - 배재고등학교 - 명일동 - 구천면길 - 영파여자고등학교 - 올림픽대교 - 강변역 (동서울터미널) (1991년 3월 신설되었다가 1995년 11월 16일 폐지되었다.)
- 501번 (도시형버스): 상일동역 - 고덕주공 2단지 - 광문고등학교 - 고덕주공 1단지 - 배재고등학교 - 명일역 - 구천면길 - 천호역 (영파여고) - 풍납극동아파트 - 잠실시영아파트 - 잠실대교 - 광진구청 (광진경찰서) - 구의사거리 - 아차산역 (어린이대공원 후문) (1995년 11월 16일 신설되었으나 1997년 3월 폐지되었다.)
- 541-1번 (도시형버스): 고덕동 - 고덕주공 2단지 - 명일동 - 천호동 - 올림픽대교 - 광장동 - 군자동 - 장한평 - 답십리 - 신설동 (1985년 2월 현대교통으로부터 양수받은 노선으로 잠시 후 폐지하였다.)
- 560번 (도시형버스): 길동 - 천호동 - 화이자 - 구의사거리 - 화양리 - 한양대학교 - 왕십리 - 신당동 - 청계5가 (1975년 신설되었으나 1977년경 폐지되었다. 범일운수에서 운행하던 도시형버스 560번 (시흥동 - 고속터미널역)과는 전혀 무관한 노선.)
- 563번 (도시형버스): 암사동 - 천호동 - 화이자 - 구의사거리 - 화양리 - 한양대학교 - 왕십리 - 신당동 - 청계5가 (1975년 신설되었으나 1977년경 폐지되었다.)
- 565번 (도시형버스): 명일동 - 구천면길 - 천호동 - 화이자 - 구의사거리 - 화양리 - 한양대학교 - 왕십리 - 신당동 - 청계5가 (1975년 신설되었으나 1977년경 폐지되었다.)
- 566번 (도시형버스): 상일동 - 천호동 - 화이자 - 구의사거리 - 화양리 - 한양대학교 - 왕십리 - 신당동 - 청계5가 (1975년 신설되었으나 1977년경 폐지되었다.)
- 568번 (도시형버스, 좌석버스): 상일동역 - 고덕주공 2단지 - 배재고등학교 - 명일역 - 십자성마을 - 길동역 - 길동사거리 - 강동역 - 천호역 (영파여고) - 강동구청역 - 풍납극동아파트 - 잠실시영아파트 - 장미아파트 - 잠실대교 - 광진구청 (광진경찰서) - 화양리 - 면목5동주민센터 - 서울우유 - 중랑교 - 삼육서울병원 - 서울성심병원 → 홍릉 → 경동시장 → 청량리역 → 서울성심병원 (원래는 명일동 기점 노선이었다. 좌석버스 노선은 1991년 3월에 신설되었다가 1998년에 폐지되었고 도시형버스 노선은 1999년 10월 우신운수에 매각하였다. 잠시 후 고덕동 기점에서 풍납동 기점으로 단축하였다. 2002년 10월 서울시 적자노선 입찰제를 통해 노선 운영권만 대원교통에 매각되어 풍납동 - 경동시장에서 망우동 - 상봉역 - 면목동 - 면목5동주민센터 - 화양리 - 구의사거리 - 광진구청 (광진경찰서) - 구의역 - 강변역 (동서울터미널)로 대폭 변경되었다. 2004년 차고지 관리 문제로 구리시 수택동으로 연장되었으며 개편 후 지선버스 2232번으로 변경되었으나 2005년 7월 18일 공식 폐지되었다.)
- 568-1번 (도시형버스): 명일동 - 십자성마을 - 길동 - 길동사거리 - 천호동 (영파여고) - 올림픽대교 - 강변역 (동서울터미널) - 광진구청 (광진경찰서) - 구의사거리 - 화양리 - 면목5동주민센터 - 서울우유 - 중랑교 - 삼육서울병원 - 서울성심병원 → 홍릉 → 경동시장 → 청량리역 → 서울성심병원 (1988년 2월 신설되었으나 수요저조로 1991년 5월 1일 폐지되었다.)
- 569번 (구 300-1번) (도시형버스): 명일역 - 강동아파트 - 암사역 - 암사선사주거지 - 암사아파트 - 천호역 (영파여고) - 강동구청역 - 잠실시영아파트 - 잠실역 (롯데월드) - 신천역 - 종합운동장역 (개편 후 지선버스 3411번으로 변경과 동시에 기존 종합운동장역 회차에서 삼성역 (코엑스, 무역센터, 한국도심공항) 회차로 연장되었다.)
- 569-1번 (도시형버스): 고덕동 - 신한은행 - 고덕도서관 - 광문고등학교 - 고덕주공 1단지 - 고덕시영아파트 - 배재고등학교 - 직업훈련원 - 강동아파트 - 암사시장 - 암사선사주거지 - 암사아파트 - 천호사거리 - 영파여고 - 올림픽대교 - 강변역 (동서울터미널) (1994년 신설되었으나 1995년 11월 수요저조로 폐지되었다.)
- 571번 (구 71번. 도시형버스 710번 (정릉 - 개포동)의 전신인 71번과는 전혀 무관) (도시형버스): 천호동 - 화이자 - 구의동 - 건대입구역 - 화양리 - 한양대역 (한양대학교) - 왕십리역 - 상왕십리역 - 신당역 - 동대문운동장 - 청계4가 (1977년경 도시형버스 575번에 통폐합되어 폐지되었다. 송파상운 도시형버스 571번과는 전혀 무관한 노선이다.)
- 575번 (도시형버스): 명일동 - 구천면길 - 천호동 - 화이자 - 구의동 - 건대입구역 - 화양리 - 한양대역 (한양대학교) - 왕십리역 - 상왕십리역 - 신당역 - 동대문운동장 - 청계4가 (1979년 도시형버스 500번 (1기노선)에 통폐합되어 폐지되었다.)
- 810번 (도시형버스, 2기노선): 일원역 (삼성의료원) → 대청역 - 수서경찰서 - 학여울역 - 송파등기소 - 삼전동 - 잠실주공 4단지 (2000년 9월 신설. 서울버스, 송파상운, 진화운수와 공동배차 운행하였다. 수요저조로 잠시 후 폐지되었다. 우신운수, 우신버스에서 운행하던 도시형버스 810번 (서울대공원 - 동작역) 노선과는 전혀 무관한 노선이다.)
- 813번 (도시형버스, 1기노선): 상일동역 - 고덕주공 2단지 - 한영외국어고등학교 - 명일여자고등학교 - 명일역 - 십자성마을 - 천동초등학교 - 대순진리회 - 강동구청 - 풍납극동아파트 - 잠실시영아파트 - 잠실역 (롯데월드) - 석촌역 - 송파역 - 가락시장역 (舊 삼선버스와 공동배차 운행하였다. 1998년에 폐지되었다. 지선버스 3413번의 전신인 813번과는 무관한 노선이다.)
- 813번 (구 813-2번) (도시형버스, 2기노선): 상일동역 - 고덕주공 2단지 - 한영외국어고등학교 - 명일여자고등학교 - 명일역 - 십자성마을 - 길동역 - 길동사거리 - 둔촌동역 - 올림픽공원역 - 몽촌토성역 - 송파구청 - 잠실역 (롯데월드) - 석촌역 - 송파역 - 가락시장역 - 수서역 - 일원역 (삼성의료원) → 공무원아파트 → 대모산입구역 → 수서경찰서 → 대청역 → 일원역 (삼성의료원) (현 지선버스 3413번)
- 813-1번 (도시형버스): 상일동역 - 고덕주공 2단지 - 한영외국어고등학교 - 프라자아파트 - 길동사거리 - 대순진리회 - 강동구청 - 풍납극동아파트 - 송파구청 - 잠실역 (롯데월드) - 석촌역 - 송파역 - 가락시장역 (舊 삼선버스와 공동배차 운행하였다. 1998년에 폐지되었다.)
- 813-2번 (도시형버스): 상일동역 - 고덕주공 2단지 - 한영외국어고등학교 - 명일여자고등학교 - 명일역 - 십자성마을 - 길동역 - 길동사거리 - 둔촌동역 - 올림픽공원역 - 몽촌토성역 - 송파구청 - 잠실역 (롯데월드) - 석촌역 - 송파역 - 가락시장역 - 수서역 - 일원역 (삼성의료원) → 공무원아파트 → 대모산입구역 → 수서경찰서 → 대청역 → 일원역 (삼성의료원) (舊 삼선버스와 공동배차 운행하였다. 2001년 도시형버스 810번(2기노선)과 통합되어 수서경찰서로 연장되었다. 2003년 6월 노선번호가 813번으로 변경되었다. 현 지선버스 3413번)
- 829번 (도시형버스): 노원교 - 상계주공9~12단지 - 도봉면허시험장 - 하계동 - 공릉동 - 태릉입구 - 묵동 - 중화동 - 중랑구청 (신우교통(현재 흥안운수에 흡수), 흥안운수, 진아교통, 한성여객, 태릉교통과 공동배차 운행. 1991년 5월 1일에 폐지되었다.)
- 933번 (구 33번) (좌석버스): 상일동역 - 고덕주공 2단지 - 고덕도서관 - 배재고등학교 - 직업훈련원 - 명일역 - 십자성마을 - 길동역 - 길동사거리 - 강동역 - 천호역 (영파여고) - 강동구청역 - 풍납극동아파트 - 잠실시영아파트 - 잠실역 (롯데월드) - 신천역 - 종합운동장역 - 삼성역 (코엑스, 무역센터, 한국도심공항) - 봉은사 - 강남구청역 - 학동역 - 논현역 - 반포역 - 고속터미널역 (서울고속버스터미널) - 신반포 - 구반포 - 동작역 (국립현충원) - 흑석동 - 노량진본동 - 노량진역 - 노량진수산시장 - 대방역 - 신길역 - 영등포역 - 영등포시장 (舊 삼선버스 노선. 2000년 7월 폐지되었다.)
- 959번 (구 59번) (좌석버스): 상일동역 - 고덕주공 2단지 - 한영외국어고등학교 - 명일여자고등학교 - 명일역 - 강동아파트 - 암사시장 - 암사선사주거지 - 암사아파트 - 천호역 - 광나루역 - 아차산역 (어린이대공원후문) - 군자역 - 장한평역 - 답십리역 - 동대문구청 - 신설동역 - 창신동 - 동대문역 - 종로1~6가 - 광화문 - 서대문역 (개편 후 폐선되었으나 천호역 - 서대문역 구간은 간선버스 370번이 계승하게 되었으며 상일동역 - 천호역 구간은 지선버스 3318번과 3411번이 대체하고 있다.)
- 1007번 (직행좌석버스, 하남시청 경유): 하남시 상산곡동 - 천현동사무소 - 애니메이션고등학교 - 하남시 창우동 - 하남시청 - 덕풍시장 - 라인아파트 - 황산 - 상일동 - 프라자아파트 - 진흥아파트 - 길동사거리 - 강동역 - 천호역 - 광나루역 - 아차산역 (어린이대공원 후문) - 군자역 - 장한평역 - 답십리역 - 동대문구청 - 신설동역 - 창신동 - 동대문역 - 종로2~6가 → 종로1가 → 광화문역 → 삼성생명 → 서울역 → 롯데백화점 → 종로2가 (舊 삼선버스와 공동배차 운행하였다. 개편 후 광역버스 9301번으로 변경되었으나 2005년 6월 25일 천호역 - 서울역 구간을 폐지하고 천호역 - 강남역구간을 신설하면서 간선버스 341번으로 형간전환하였다.)
- 1007번 (직행좌석버스, 신장시장 경유): 하남시 상산곡동 - 천현동사무소 - 애니메이션고등학교 - 하남시 창우동 - 동부주유소 - 신장시장 - 덕풍시장 - 하남우체국 - 황산 - 상일동 - 프라자아파트 - 진흥아파트 - 길동사거리 - 강동역 - 천호역 - 광나루역 - 아차산역 (어린이대공원 후문) - 군자역 - 장한평역 - 답십리역 - 동대문구청 - 신설동역 - 창신동 - 동대문역 - 종로2~6가 → 종로1가 → 광화문역 → 삼성생명 → 서울역 → 롯데백화점 → 종로2가 (개편 후 광역버스 9301번으로 변경되었으나 2005년 8월 31일 경기도 광주시 소재 대원고속으로 이관되었다.)

## 보유 차량

#### KGM커머셜
- 에디슨모터스 E-화이버드
- KGM 스마트 110

#### 현대자동차
- 현대 뉴 슈퍼 에어로시티 (2015~2016년)
- 현대 저상 뉴 슈퍼 에어로시티
- 현대 일렉시티

## 같이 보기
- 메트로버스
- 경성여객
- 대원교통
- 대원여객
- 대흥교통
- 도선여객
- 보성운수
- 북부운수
- 서부운수
- 서울버스
- 송파상운
- 한서교통

## 갤러리

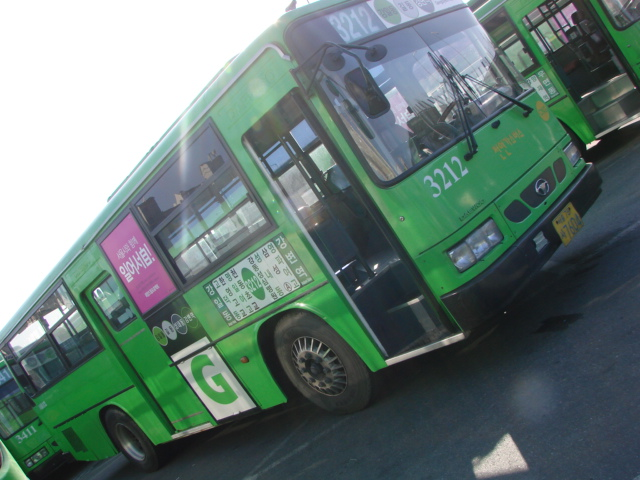
서울시내버스 3212번
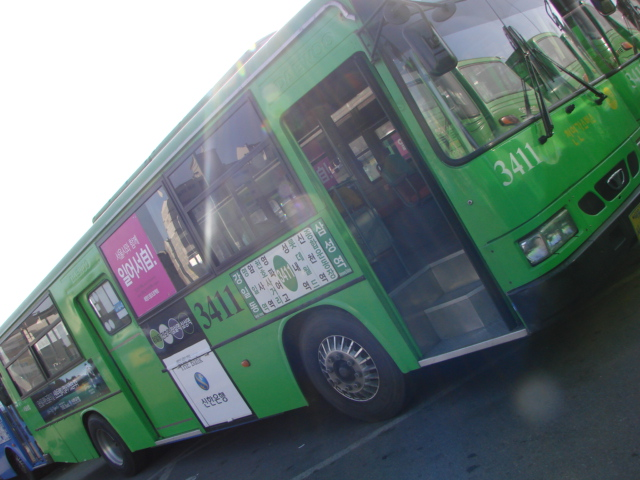
서울시내버스 3411번
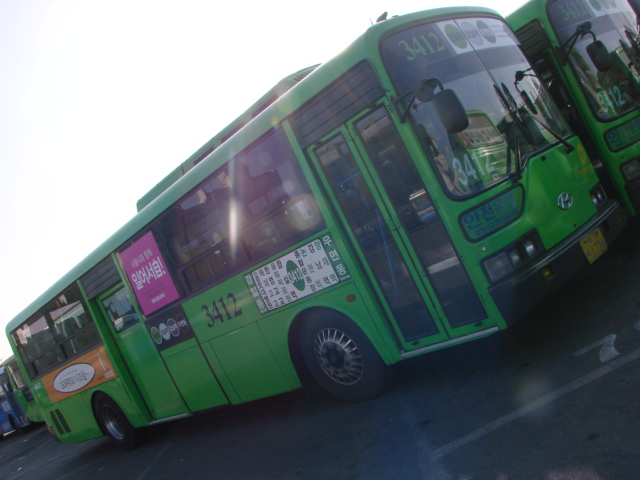
서울시내버스 3412번
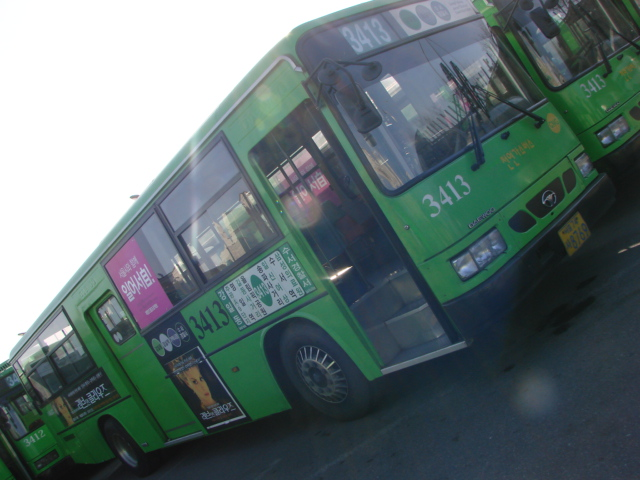
서울시내버스 3413번
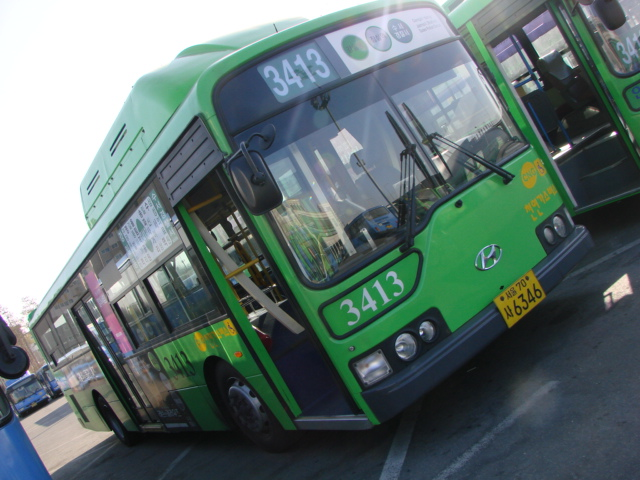
서울시내버스 3413번
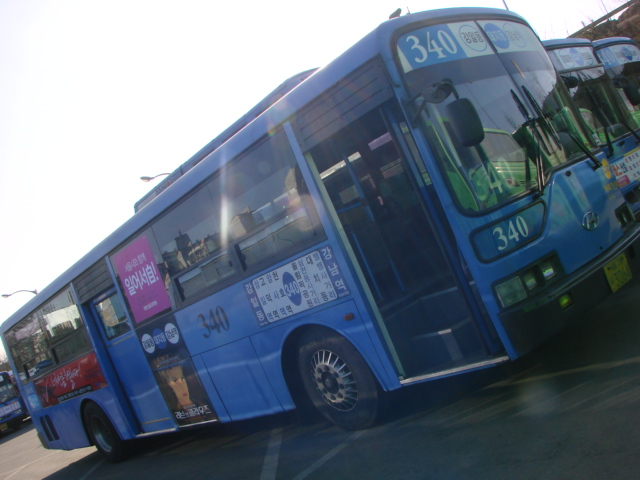
서울시내버스 340번
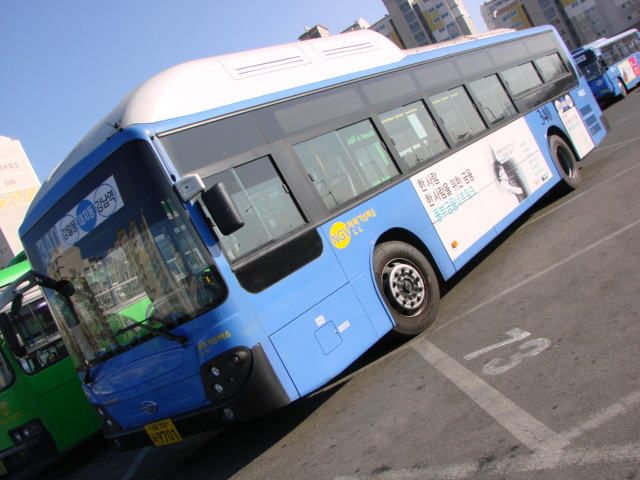
서울시내버스 340번
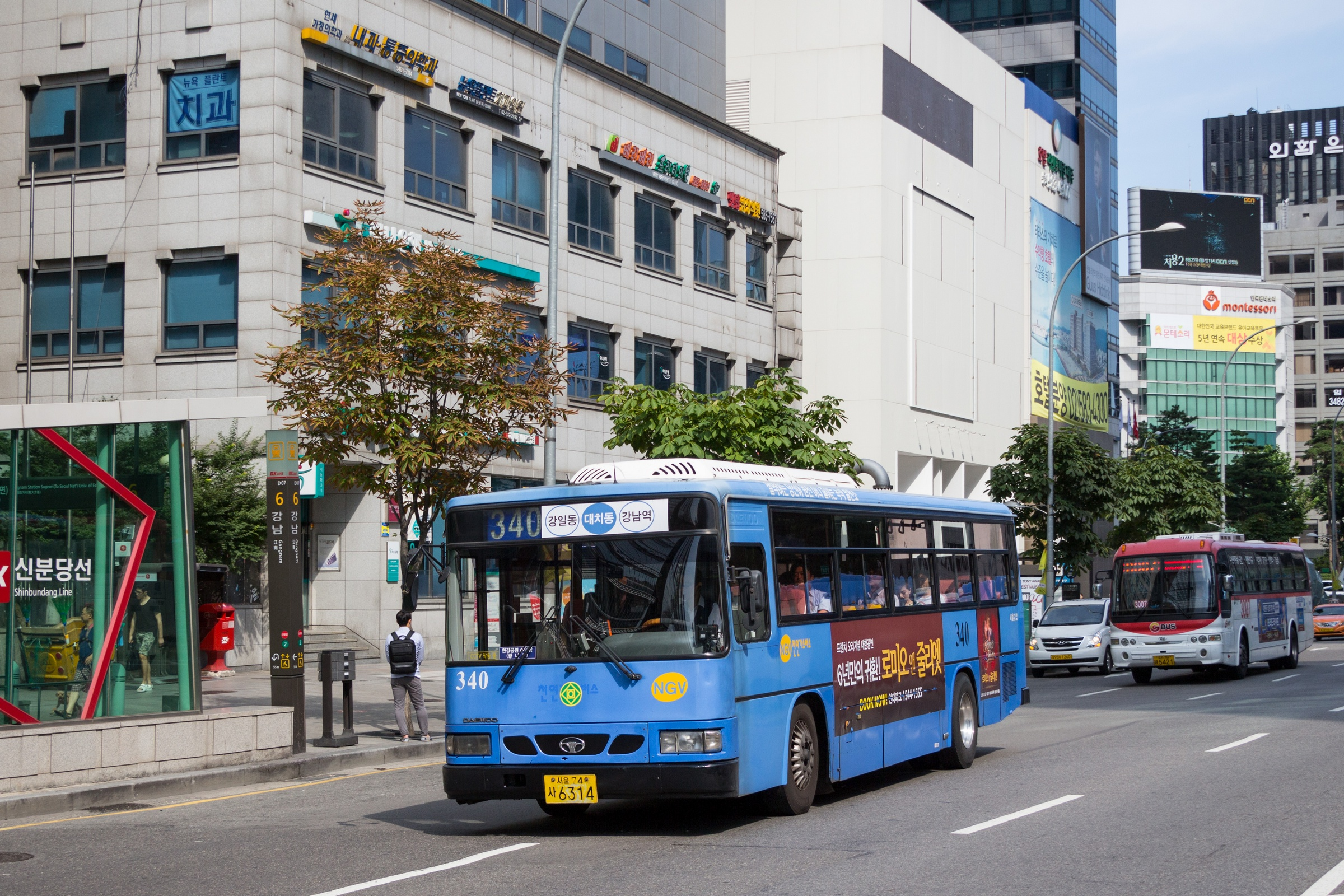
서울시내버스 340번
서울시내버스 340번
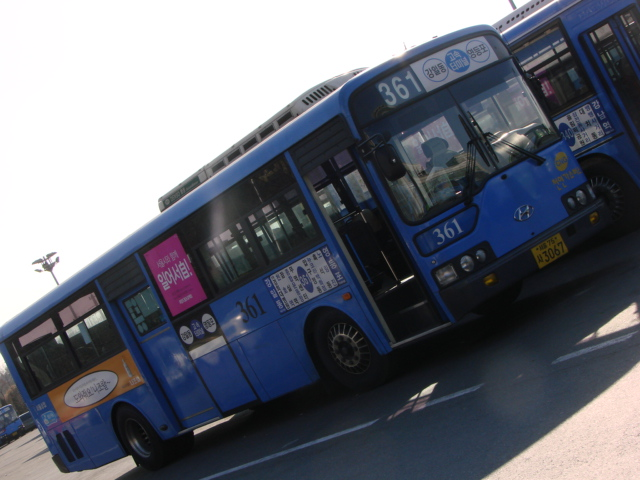
서울시내버스 구 361번 (현 351번)
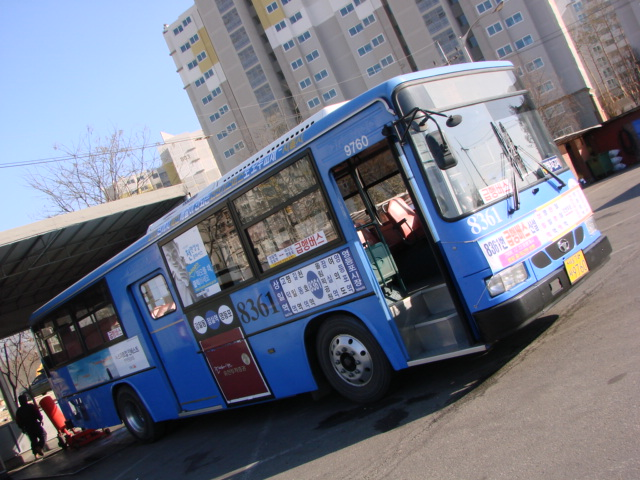
서울시내버스 구 8361번
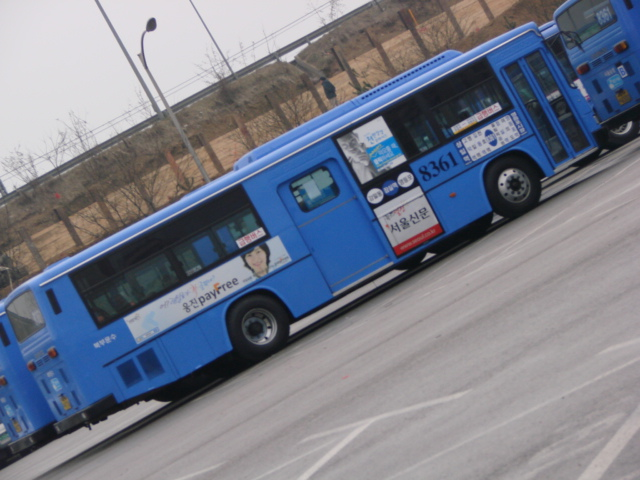
서울시내버스 구 8361번